# Physaria sessilis
Physaria sessilis är en korsblommig växtart som först beskrevs av Sereno Watson, och fick sitt nu gällande namn av O'kane och Al-shehbaz. Physaria sessilis ingår i släktet Physaria och familjen korsblommiga växter. Inga underarter finns listade i Catalogue of Life.